# D-Unit
D-UNIT（韓語：디유닛），為韓國D-Business娛樂於2012年推出的嘻哈女子音樂團體，2012年8月3日於Mnet《M! Countdown》出道。

## 團體形式
有別於After School的畢業制，D-Unit採用的是替換成員制。以RAM、ZIN和UJin為本團的固定成員，在每一次歌曲宣傳期中都增加或減少成員。2013年3月4日發行的第二張正規專輯《Affirmative Chapter 1》中，原GP Basic成員Jaeny加入D-Unit，並把藝名改成JNEY。但在2013年3月，JNEY退出D-Unit並回到GP Basic。而在同年8月，UJin亦從其粉絲團「89LAND」中宣佈自己退出D-Unit，往後以個人歌手身份活動。

## 經歷

### 2012年：出道、《Luv Me》
在2012年7月2日，D-Unit推出了〈I'm Missin' You〉的成員UJin的預告。4日，D-Business Entertainment正式公布了D-Unit會在韓國出道前在日本舉行首場粉絲見面會。10日，D-Unit推出了〈I'm Missin' You〉的成員RAM的預告。16日，D-Business Entertainment宣佈D-Unit的第一個實境節目《Welcome to D-Unit》，並在18日進行首播。29日，D-Unit推出了〈I'm Missin' You〉的全員預告。30日，D-Unit推出了〈I'm Missin' You〉的全員一分鐘預告。8月1日，D-Unit推出了首張專輯《Welcome To Business》和〈I'm Missin' You〉的MV。2日，D-Unit在M!Countdown出道及推出了〈I'm Missin' You〉的舞蹈及其教學影片。

### 2016年8月
D-Unit解散後，成員RAM做為新四人樂團FIVE RUN STRIKE一員出道回歸。

## 成員資料
| 成員列表     |        |      |        |        |               |                |                                                                |
| 藝名         | 藝名   | 藝名 | 本名   | 本名   | 本名          | 出生日期       | 備註                                                           |
| 藝名         | 諺文   | 中文 | 諺文   | 漢字   | 羅馬拼音      | 出生日期       | 備註                                                           |
| RAM          | 람     | 藍   | 전우람 | 全宇藍 | Jun Woo-ram   | 1987年9月21日  | 父親為全永祿、母親為演員李美英、親姐姐為T-ara成員全寶藍。      |
| ZIN          | 진     | 眞   | 곽수진 | 郭秀眞 | Kwak Soo-jin  | 1993年4月10日  |                                                                |
| 過往成員列表 |        |      |        |        |               |                |                                                                |
| 藝名         | 藝名   | 藝名 | 本名   | 本名   | 本名          | 出生日期       | 備註                                                           |
| 藝名         | 諺文   | 中文 | 諺文   | 漢字   | 羅馬拼音      | 出生日期       | 備註                                                           |
| JNEY         | 제이니 | 珍妮 | 변승미 | 邊陞美 | Byun Seung-mi | 1998年12月14日 | 前GP Basic成員 現為LOEN娛樂練習生 《Unpretty Rapstar 3》參賽者 |
| UJin         | 유진   | 有真 | 정유진 | 鄭有真 | Jeong Yu-jin  | 1989年10月25日 | 2018年10月起為S＃afla成員                                      |

## 音樂作品

### 正規專輯
| 專輯 # | 專輯資料                                                                    | 曲目 |
| 1st    | 首張正規專輯《Welcome To Business》 - 發行日期：2012年8月2日 - 語言：韓語   | 1. Crush (Feat. Dok2) 2. I'm Missing You 3. 늦잠（晚睡） 4. Turn The Lights On 5. Stereo 6. GoodBye TaTa 7. Luv Vision 8. 기념일（紀念日） 9. 주말이 오기전에 (Feat. Red Roc)（週末到來之前） |
| 2nd    | 第二張正規專輯《Affirmative Chapter》 - 發行日期：2013年3月4日 - 語言：韓語 | 1. 살아남아(存活)(Feat. Vasco) 2. 얼굴보고얘기해(見了面再說話) (Feat. Zico - Block B) 3. Lock Down 4. Alone 5. 늦잠(晚睡)Part.2 (Feat. TaewanC-Luv) 6. 허수아비(稻草人) 7. Luv Me             |

### 單曲
| 單曲 # | 單曲資料                                                       | 曲目                                        |
| 1st    | 首張單曲《Luv Me》 - 發行日期：2012年11月7日 - 語言：韓語      | 1. Luv Me 2. Luv Me (Inst.)                 |
| 2st    | 第二張單曲《Thank You》 - 發行日期：2013年4月16日 - 語言：韓語 | 1. Thank You                                |
| 3rd    | 第三張單曲《It's You》 - 發行日期：2013年12月6日 - 語言：韓語  | 1. It's You(Feat. 受美) 2. It's You (Inst.) |

### 數位單曲
| 單曲 # | 單曲資料                                                          | 曲目                                |
| 1st    | 首張數位單曲《늦잠 Part.2》 - 發行日期：2013年1月3日 - 語言：韓語 | 1. 늦잠(晚睡) Part.2 (Feat. Taewan) |
| 2nd    | 第二張數位單曲《살아남아》 - 發行日期：2013年2月14日 - 語言：韓語 | 1. 살아남아(存活) (Feat. Vasco)     |

## 電視節目
- 《Welcome to D-Unit》(2012年)

## 獎項

### 大型頒獎禮獎項
| 年份 | 獎項                                          |
| 2012 | - 第20屆大韓民國文化演藝大賞 - 偶像新人歌手獎 |

## 外部連結
- D-UNIT官方Twitter（页面存档备份，存于） 
- D-UNIT官方YouTube（页面存档备份，存于） （英文）
- D-Business.ENT Official Blog（页面存档备份，存于） （英文）